# تصادفی (ترانه جی ایزی)
«تصادفی» (به انگلیسی: Random) ترانه‌ای از جی ایزی رپر آمریکایی است که در ۲۹ اکتبر ۲۰۱۵ همراه با دومین آلبوم استودیویی‌اش زمانی که بیرون تاریک است منتشر شد. 
تمام ترانه‌های جی ایزی دارای مفاهیمی هستند که او در زندگی شخصی خود با آن‌ها دست و پنجه نرم کرده است و آن‌ها را تجربه کرده است. این آهنگ یکی از پرطرفدار‌ترین آهنگ ‌های جی ایزی است.

## درباره آهنگ
آهنگ به این اشاره دارد که جی ایزی موفقیتش را بیهوده (تصادفی) کسب نکرده است.

## لیست آهنگ‌ها
- دانلودی
[۲]

1. "تصادفی / Random (سه دقیقه)

## موزیک ویدئو
در ۳۰ اکتبر ۲۰۱۵ جی ایزی موزیک ویدئوی تصادفی را در حساب یوتیوب و ویوو اش آپلود کرد.